# Oslo Kings
Oslo Kings blev navnet til Ammeruds basketball-elitehold i de to første år i den norske basketballliga. Oslo Kings vandt slutspillet sæsonen 2000-2001 og blev nr. 2 i serien. Holdet hentede de fleste af sine spillere fra udlandet og var et af de ledende hold i BLNO. I sæsonen 2002-2003 blev holdet slået sammen med Vålerenga og Vålerenga Kings blev holdets navn. Efter sæsonslut måtte holdet trække sig fra BLNO på grund af konkurs.
]